# علی‌اصغرلی
علی‌اصغرلی (به ترکی آذربایجانی: Ələsgərli) یک منطقهٔ مسکونی در جمهوری آذربایجان است که در شهرستان شمکور واقع شده‌است. علی‌اصغرلی ۸۸۰ نفر جمعیت دارد.